# Serhiy Layevskyy
Serhiy Layevskyy (en ukrainien, Сергій Лаєвський, parfois russifié en Sergey Layevskiy, né le 3 mars 1959) est un athlète soviétique (ukrainien), spécialiste du saut en longueur.
Il remporte la médaille de bronze lors des Championnats d'Europe en salle de 1985 et la médaille d'argent lors des Championnats d'Europe de 1986. Il avait remporté la médaille de bronze lors des Jeux de l'Amitié de 1984, la médaille d'or lors de la Coupe d'Europe de 1985, la médaille de bronze lors des Goodwill Games de 1986, chaque fois à Moscou.
Son meilleur résultat est de 8,35 m, record national, à Dnipropetrovsk le 16 juillet 1988.